# MV Werften
MV Werften war der Name einer Unternehmensgruppe, die in Mecklenburg-Vorpommern Schiffswerften betrieb. Sie gehörte zu Genting Hong Kong. An den drei traditionsreichen Werftstandorten Wismar, Rostock und Stralsund ließ das Unternehmen von 2016 bis 2022 Kreuzfahrtschiffe bauen.
Am 10. Januar 2022 meldete das Unternehmen Insolvenz an. Am 1. März 2022 eröffnete das Amtsgericht Schwerin das Insolvenzverfahren, in dem die Unternehmensgruppe zerschlagen wurde und ihre Unternehmensteile einzeln verkauft werden sollen.

## Geschichte
Genting Hong Kong ist ein asiatisches Tourismusunternehmen, das die Kreuzfahrtmarken Star Cruises, Crystal Cruises sowie Dream Cruises betreibt. Die große Nachfrage nach Kreuzfahrtschiffen und die daraus resultierenden langen Lieferzeiten führten zum Kauf geeigneter Neubauwerften für große Kreuzfahrtschiffe, vor allem für den asiatischen Markt.

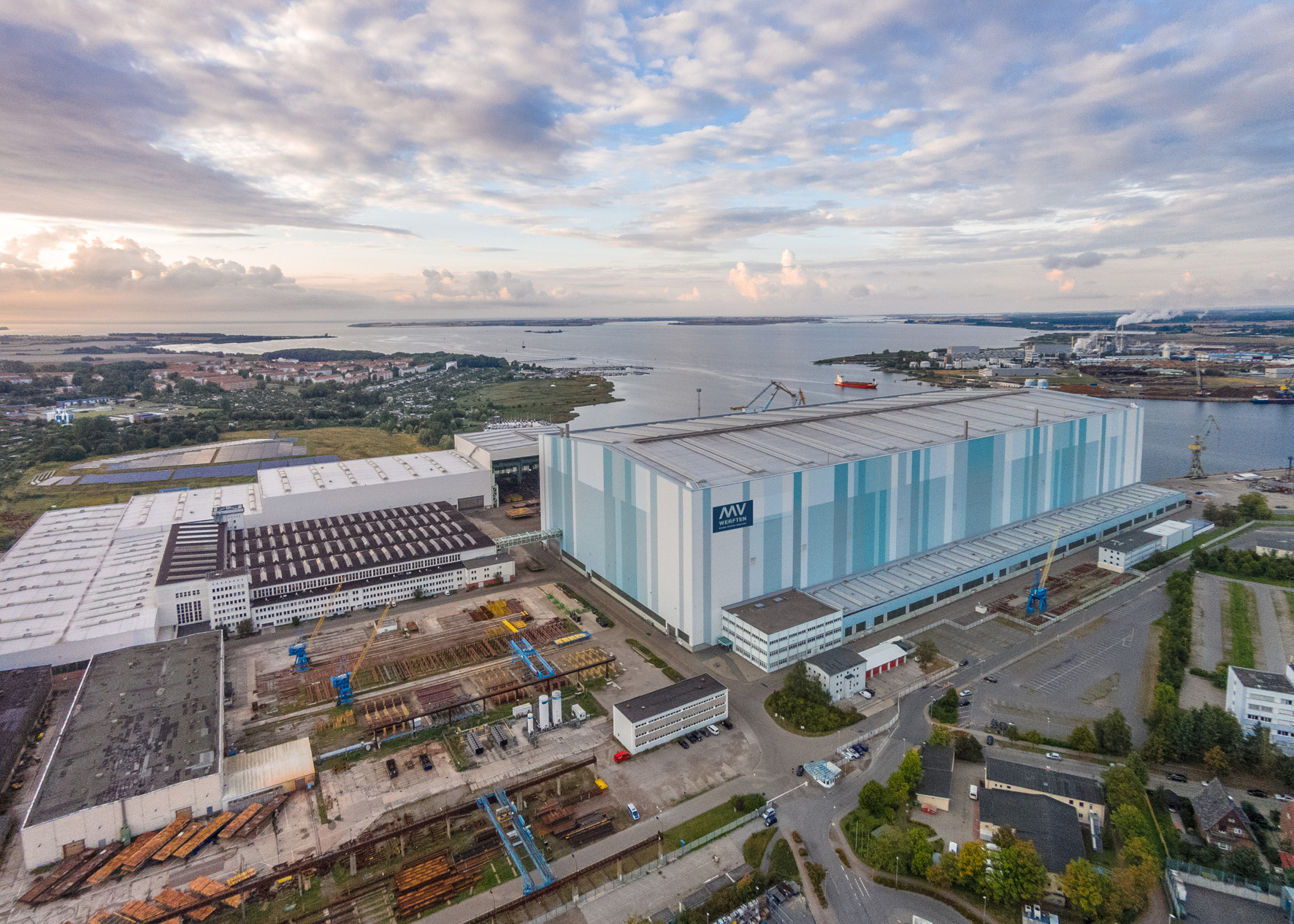
Die Werft am Standort Wismar

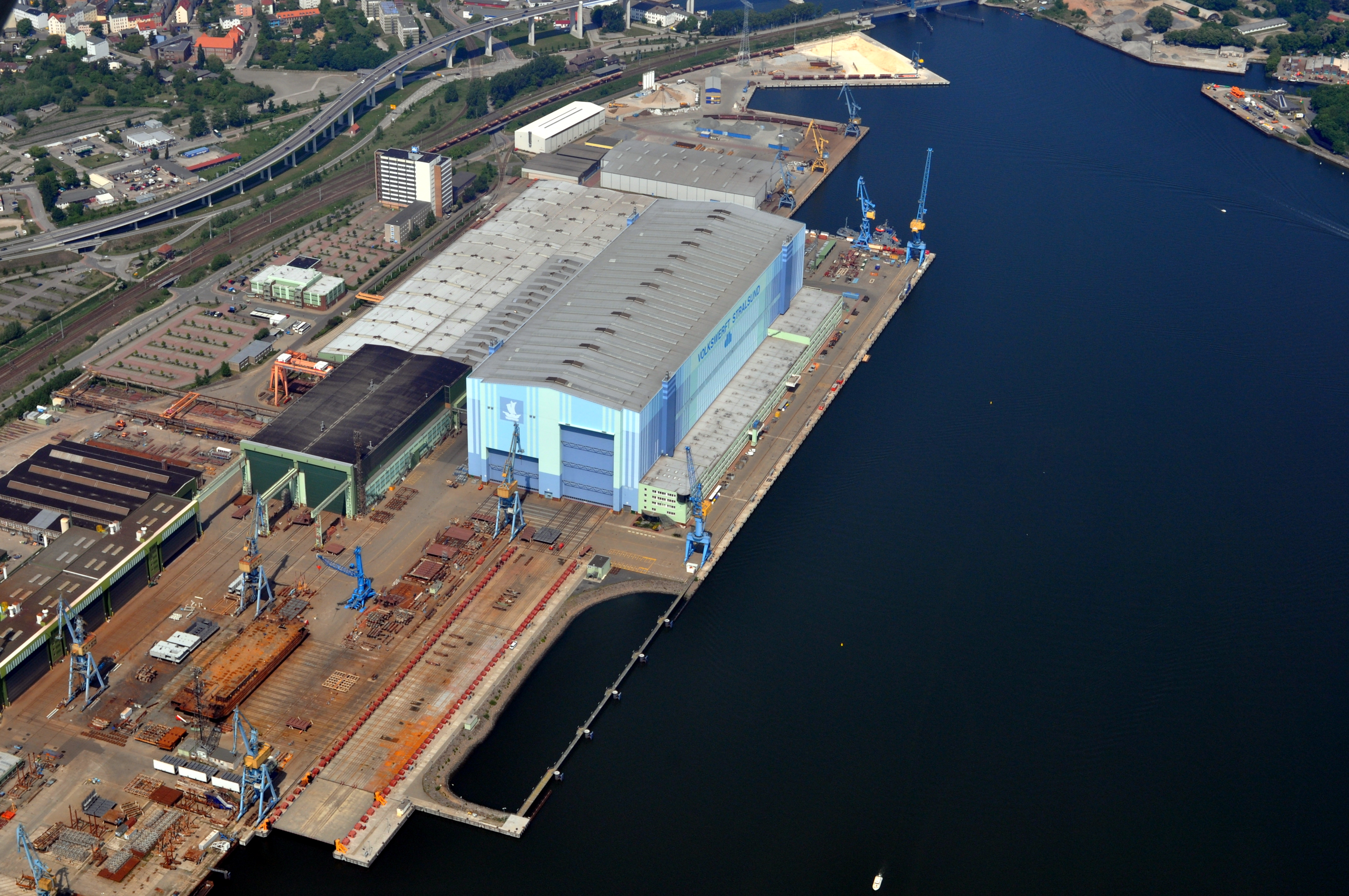
Standort Stralsund (2011)

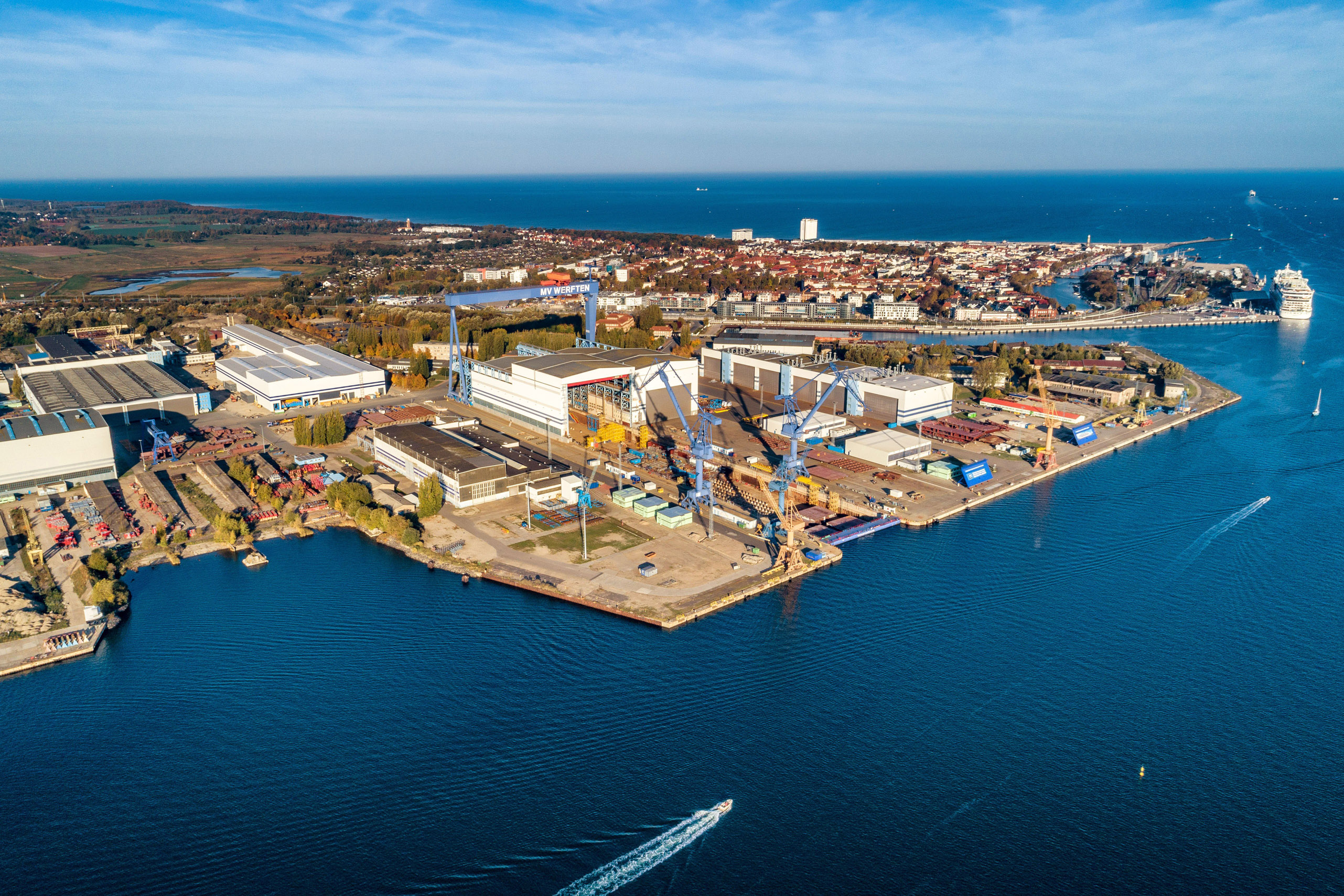
Standort Rostock (2018)

Im September 2015 erwarb Genting Hong Kong für 17,5 Mio. Euro eine Mehrheitsbeteiligung an der Lloyd Werft Bremerhaven, Anfang Januar 2016 die restlichen Anteile an der Lloyd Werft Bremerhaven AG und der Lloyd Investitions- und Verwaltungs GmbH. Im Februar 2016 wurde bekannt, dass Nordic Yards von der Genting Group übernommen werden soll. Im März 2016 bestätigte die Genting Group die Übernahme von Nordic Yards, mit den zugehörigen Werften für einen Kaufpreis von 230 Millionen Euro. Unter dem Namen Lloyd Werft Gruppe sollten die Standorte Bremerhaven, Wismar, Warnemünde und Stralsund, mit damals zusammen gut 1700 Beschäftigten, zusammengefasst und in den folgenden zwei Jahren 85 Mio. Euro investiert werden, um die Werftengruppe für die kommenden Aufgaben auszustatten.
Anfang Juli 2016 verkündete Genting Hong Kong, die drei im März 2016 erworbenen Werften in Mecklenburg-Vorpommern unter dem Namen MV Werften (MV für Mecklenburg-Vorpommern) mit Hauptsitz in Wismar zu betreiben. Tan Sri KT Lim, der Chairman von Genting Hong Kong, teilte im November 2016 mit, sein Unternehmen wolle rund 100 Millionen Euro in die drei Standorte investieren, um MV Werften zu einer der weltweit modernsten und effizientesten Kreuzschiffahrtswerften zu machen. Zum Geschäftsführer wurde Jarmo Laakso bestimmt. Die Unternehmensgruppe solle im Jahr 2017 die ersten beiden von vier Flusskreuzfahrtschiffen für Crystal River Cruises abliefern und in den Jahren 2019 bis 2021 drei 20.000-BRZ-Polar-Expeditionsyachten der Endeavor-Klasse für Crystal Yacht Cruises. Im März 2020 zählten die MV Werften an den drei Standorten insgesamt rund 3.100 Beschäftigte.
Am 20. März 2020 wurde die Fertigung der aktuellen Schiffbauprojekte ausgesetzt und die Werften vorübergehend geschlossen. Begründet wurde dies mit den Einschränkungen im Betriebsablauf aufgrund der COVID-19-Pandemie. Der Norddeutsche Rundfunk berichtete, dass die Werftengruppe Probleme hätte, Rechnungen für das zweite Kreuzfahrtschiff der Global-Klasse und die Expeditionsjacht Crystal Endeavor zu begleichen. MV Werften habe sich an die KfW gewandt und Liquiditätshilfen aus dem Corona-Sonderprogramm beantragt. Der zusätzliche Kreditbedarf bis Ende 2020 wurde mit 600 Millionen Euro beziffert.
Mitte Juni 2020 berichtete der NDR, dass der Betrieb weiter bis Ende September ruhen werde. Im Oktober 2020 berichtete abermals der NDR, dass der Finanzbedarf der Werft 700 Millionen Euro betrage. Davon seien bereits 193 Millionen Euro in Form eines Kredits der KfW an die Werft geflossen. Die im Rahmen der Stabilisierungsmaßnahmen vom Wirtschaftsstabilisierungsfonds (WSF) aufgenommenen Mittel dienen der Überwindung von kurzfristigen Liquiditätsengpässen, der Fortsetzung des Werftbetriebs, der Bedienung von Lieferantenforderungen, der Konstruktionskosten bei der Universal-Klasse und der Fertigstellung des damals im Bau befindlichen Kreuzfahrtschiffs Crystal Endeavor.
Eine projektgebundene Bürgschaft des Landes und des Bundes von 53 Millionen Euro bewahrte das Unternehmen zum Jahresbeginn 2021 vor der Zahlungsunfähigkeit. Eine drohende Insolvenz war damit zum Jahreswechsel abgewendet. Laut Wirtschaftsminister Harry Glawe sei es dem Unternehmen mit Unterstützung der Landesregierung gelungen, unter den Schutzschirm des Wirtschaftsstabilisierungsfonds des Bundes (WSF, BGBl. I S. 587) zu kommen und einen Kredit in Höhe von 193 Millionen Euro zu erhalten. Damit könnten das Luxusschiff Crystal Endeavor fertiggebaut und Betriebskosten bis März abgedeckt werden. Im Juli 2021 ging das Schiff auf Jungfernfahrt.
Im Februar 2021 informierte das Unternehmen, dass an den drei Standorten in Wismar, Warnemünde und Stralsund mehr als ein Drittel der insgesamt rund 3.100 Arbeitsplätze wegfallen soll. Ende 2021 zählte das Unternehmen noch 1.800 bis 2.000 Beschäftigte. 600 ehemalige Beschäftigte waren in Auffanggesellschaften tätig. Erneut wurde eine Finanzierungslücke in Höhe von 78 Millionen Euro bekannt, die benötigt wurden, um die Global One, das letzte verbliebene Bauprojekt, fertigzustellen. Da die Verhandlungen zwischen der Bundesregierung und dem Mutterkonzern Genting über die weitere Finanzierung scheiterten, meldete das Unternehmen für acht seiner Gesellschaften, nämlich die MV Werften Holdings Ltd., die Betreiber- und Betriebsgesellschaften in Wismar und in Rostock, die Betreibergesellschaft in Stralsund, die MV Werften Fertigmodule GmbH und die Fertigmodule Property GmbH, am 10. Januar 2022 Insolvenz an. Das Land Mecklenburg-Vorpommern hat sich insgesamt mit 301 Millionen Euro Bürgschaften bei MV Werften engagiert. Darüber hinaus steht ein Kredit über 78 Millionen Euro an den Mutterkonzern Genting Hong Kong im Raum, den das Land gewährt hat.
Zum 1. März 2022 wurde eine „Transfergesellschaft Küste“ für die 1.939 Mitarbeiter der MV Werften gegründet, die ursprünglich 4 Monate laufen sollte, dann jedoch bis 31. Januar 2023 Bestand hatte.
Im Rahmen des Insolvenzverfahrens wurde die Unternehmensgruppe zerschlagen und ihre Bestandteile einzeln verkauft. Die Stralsunder Bürgerschaft beschloss am 28. Februar 2022, das Werftgelände zu kaufen und künftig als maritimer Gewerbe- und Technologiepark Volkswerft zu verpachten. Am 13. April 2022 wurde bekannt, dass die Meyer Gruppe zusammen mit dem Schiffbauunternehmen Fassmer das Ingenieurbüro Neptun Design Rostock kauft. Am 22. April wurde bekannt, dass das Unternehmen Eppendorf SE die MV Werften Fertigmodule GmbH übernimmt. Am 10. Juni 2022 wurde der Verkauf der Wismarer Werft an Thyssen Krupp Marine Systems bekannt gegeben, die plant, ab 2024[veraltet] am Standort U-Boote zu bauen. Abhängig von der Auftragslage sollen 800 bis 1.500 Beschäftigte der bisherigen Werft übernommen werden, vorrangig aus der Transfergesellschaft.
Am 28. Juni 2022 wurde bekanntgegeben, dass der Standort Rostock an die Deutsche Marine verkauft wird. Die Übernahme erfolgt über die Bundesanstalt für Immobilienaufgaben für 87 Millionen Euro und soll bis zum Jahreswechsel erfolgen. Im Oktober 2022 wurde das sogenannte „Kabinenhotel“ (offiziell Park Inn Wismar) im Wismarer Westhafen, welches als Kongresshotel durch MV Werften errichtet und betrieben wurde, an einen namentlich nicht genannten Hamburger Familienunternehmer und Hotelinvestor verkauft. Das zum Großteil fertiggestellte Schiff Global Dream wurde im November 2022 an Disney Cruise Line verkauft und soll bis 2025 unter Führung der Meyer Werft in Wismar fertig gestellt werden. Hierzu wurde vom Insolvenzverwalter die Werfthalle in Wismar für das Jahr 2023[veraltet] gemietet, 2024[veraltet] steht noch der dortige Ausrüstungskai zur Verfügung.

## Unternehmen
Das Unternehmen, das bis zum 25. Juli 2016 unter dem Namen „Lloyd Werft Holdings“ firmierte, ist als MV Werften Holdings Limited registriert bei C/o Hackwood Secretaries Limited EC2Y 8HQ, London. Das 2016 gegründete Unternehmen reichte den letzten Jahresabschluss am 31. Dezember 2018 ein. MV Werften Holdings hatte vier Mitarbeiter an diesem Standort in London und erwirtschaftete einen Umsatz von 425.875 $ (USD). Das Unternehmen hatte vier Direktoren, Kam Hing Chris Chan, Carsten Jonny Haake, Colin Fook Yew Au und Kok Thay Lim. Im Rahmen des Insolvenzverfahrens wurden die deutsche Unternehmensteile der Holding mit ihren Tochtergesellschaften liquidiert.

## Neubauten

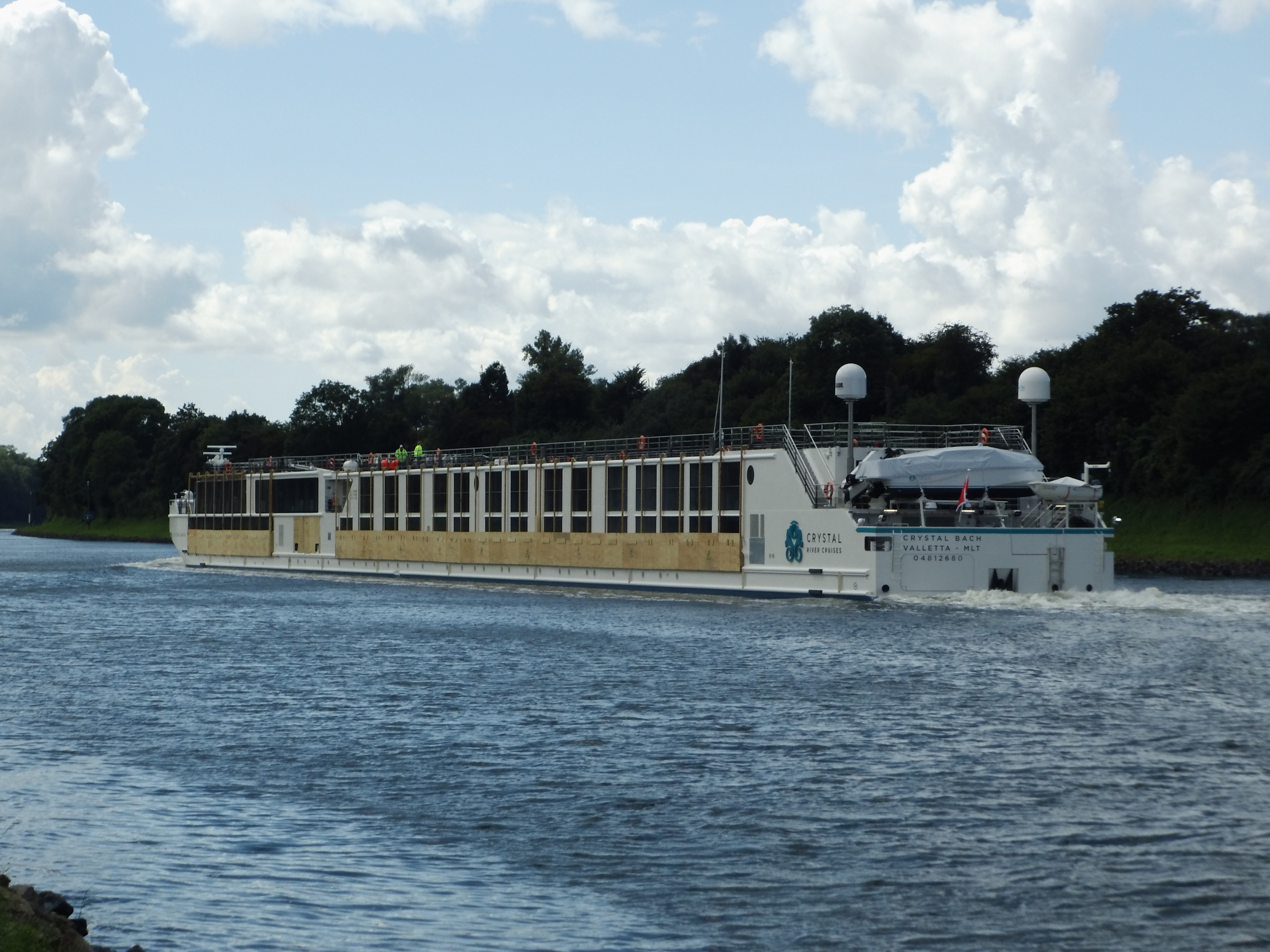
Crystal Bach im Nord-Ostsee-Kanal

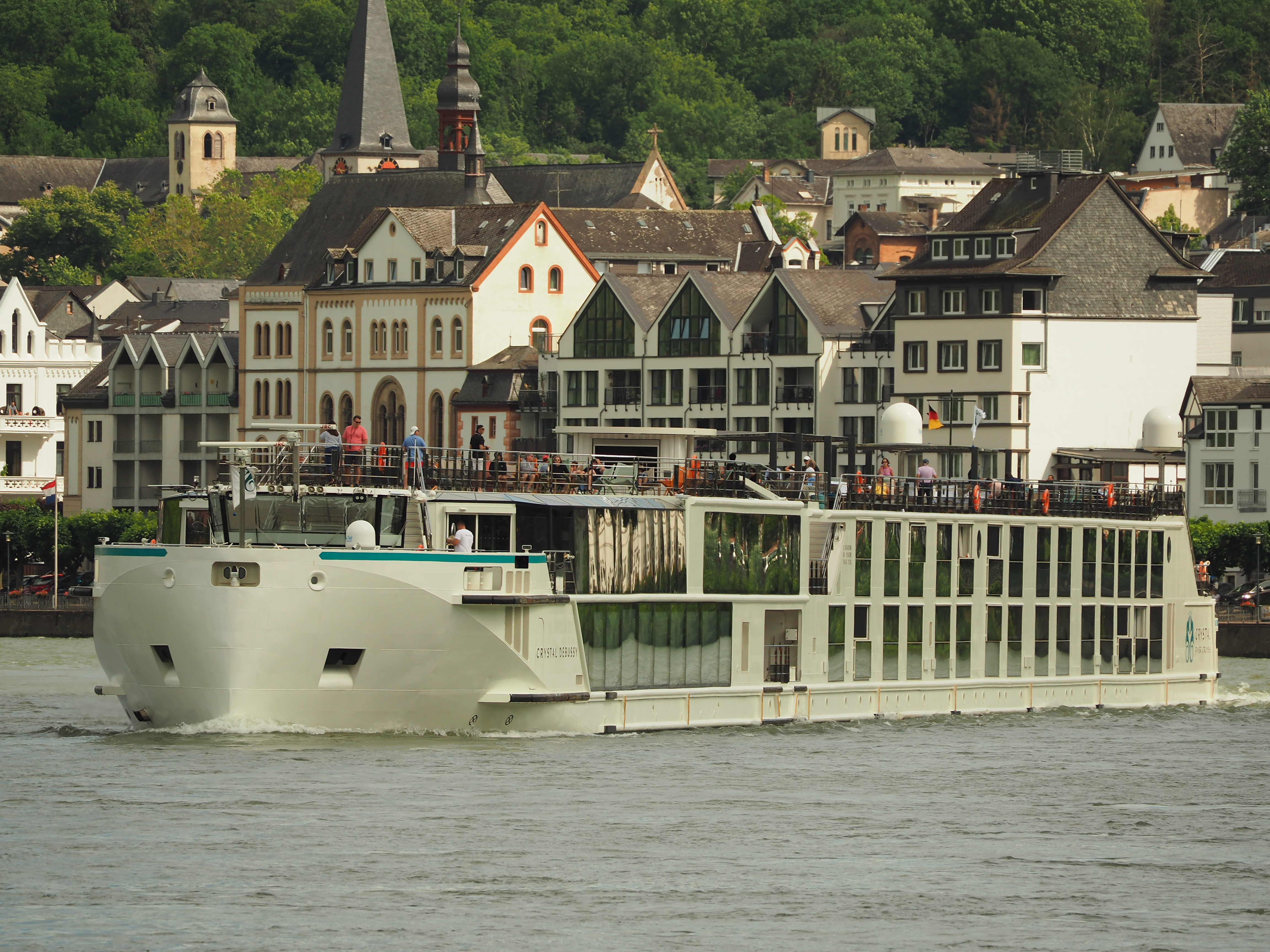
Crystal Debussy auf dem Rhein

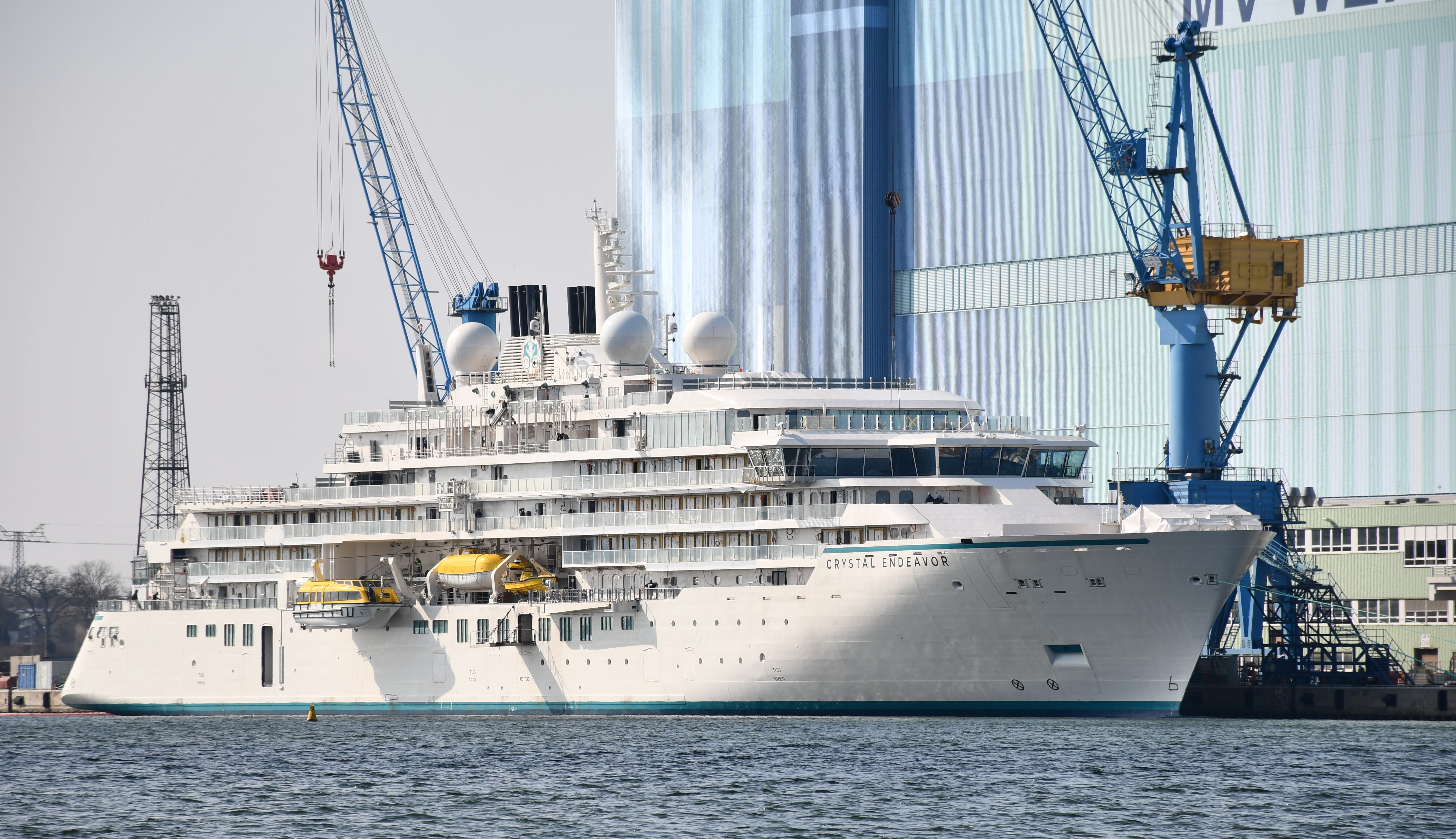
Crystal Endeavor vor der Stralsunder Werft (2021)

### Diamond-Klasse
Das Bauprogramm begann mit drei Schiffen mit einer Vermessung von 119.000 BRZ für die Reederei Crystal Cruises. Ursprünglich für die Lloyd Werft Bremerhaven geplant, wurde der Bau später zu den MV Werften verlegt. Die Größe der Schiffe, später als Diamond-Klasse bezeichnet, wurde später auf 67.000 BRZ verkleinert. Die Schiffe waren bis zur Insolvenz der MV Werften im Jahr 2022 nicht gebaut worden.

### Rhein-Klasse für Crystal Cruises
Im Sommer 2016 wurde mit Crystal River Cruises auch eine Marke für Flusskreuzfahrten in Europa eingeführt. Die bisherige Order an die Lloyd Werft für zwei Schiffe (Crystal Rhein und Crystal Mahler) der Rhein-Klasse wurde im November 2015 um zwei weitere Schiffe (Crystal Debussy und Crystal Ravel) erweitert.
Für die vier Flusskreuzfahrtschiffe von Crystal River Cruises erfolgte am 10. Mai 2016 in Bremen, beim zur Heinrich-Rönner-Gruppe gehörenden Stahlbauunternehmen BVT, der offizielle Baustart. Die Rönner-Gruppe wurde von der Lloyd Werft mit den Stahlbauarbeiten für die vier Flussschiffe beauftragt. Präsidentin Edie Rodriguez, der zur Genting-Gruppe gehörenden amerikanischen Crystal Cruises, drückte bei der BVT in Bremen in der ehemaligen Bremer Vulkan-Stahlbauhalle den Startknopf der Plasmabrennanlage für den Zuschnitt der ersten Stahlsektion des Flusskreuzfahrtschiffs. Insgesamt vier Rümpfe wurden von den Betrieben der Rönner-Gruppe in Bremen, Roßlau und Boizenburg für die Lloyd Werft hergestellt und nach Wismar verschifft. Am 8. November wurden die ersten Sektionen mit einem Dockschiff überführt. Der Ausbau und Fertigstellung erfolgte anschließend in der Genting Werft in Wismar.
Die insgesamt vier 135 Meter langen Schiffe für bis zu 110 Passagiere in 55 Kabinen wurden 2017 und 2018 an Crystal River Cruises abgeliefert.

### Endeavor-Klasse für Crystal Cruises
Am 15. Januar 2018 wurde in Stralsund mit dem Bau des 20.000-BRZ-Kreuzfahrtschiffes Crystal Endeavor begonnen; einer Megajacht mit Eisklasse der Endeavor-Klasse. Es war als das erste Schiff einer Reihe von drei Kreuzfahrtschiffen für die konzerneigene Reederei Crystal Yacht Expeditions Cruises geplant; letztlich blieb es das einzige. Die 164 Meter lange Expeditionsjacht für 200 Passagiere in 100 Kabinen, die sowohl in die Tropen als auch in die Polarregionen fahren kann, ist so konzipiert, dass sie Eis bis zu einer Stärke von einem Meter brechen kann. Nach Angaben der Werft ist sie die größte Megajacht der Welt mit Eisklasse. Die Crystal Endeavor sollte ursprünglich im Jahr 2019 abgeliefert werden. Nachdem sie im Dezember 2019 ausgedockt wurde, war zunächst das Frühjahr 2020 als neuer Auslieferungstermin geplant. Infolge der Unterbrechung durch die COVID-19-Pandemie wurde der Auslieferungstermin erneut verschoben auf das Jahr 2021. Anfang Juli 2021 verließ das Schiff die Werft.

### Global-Klasse

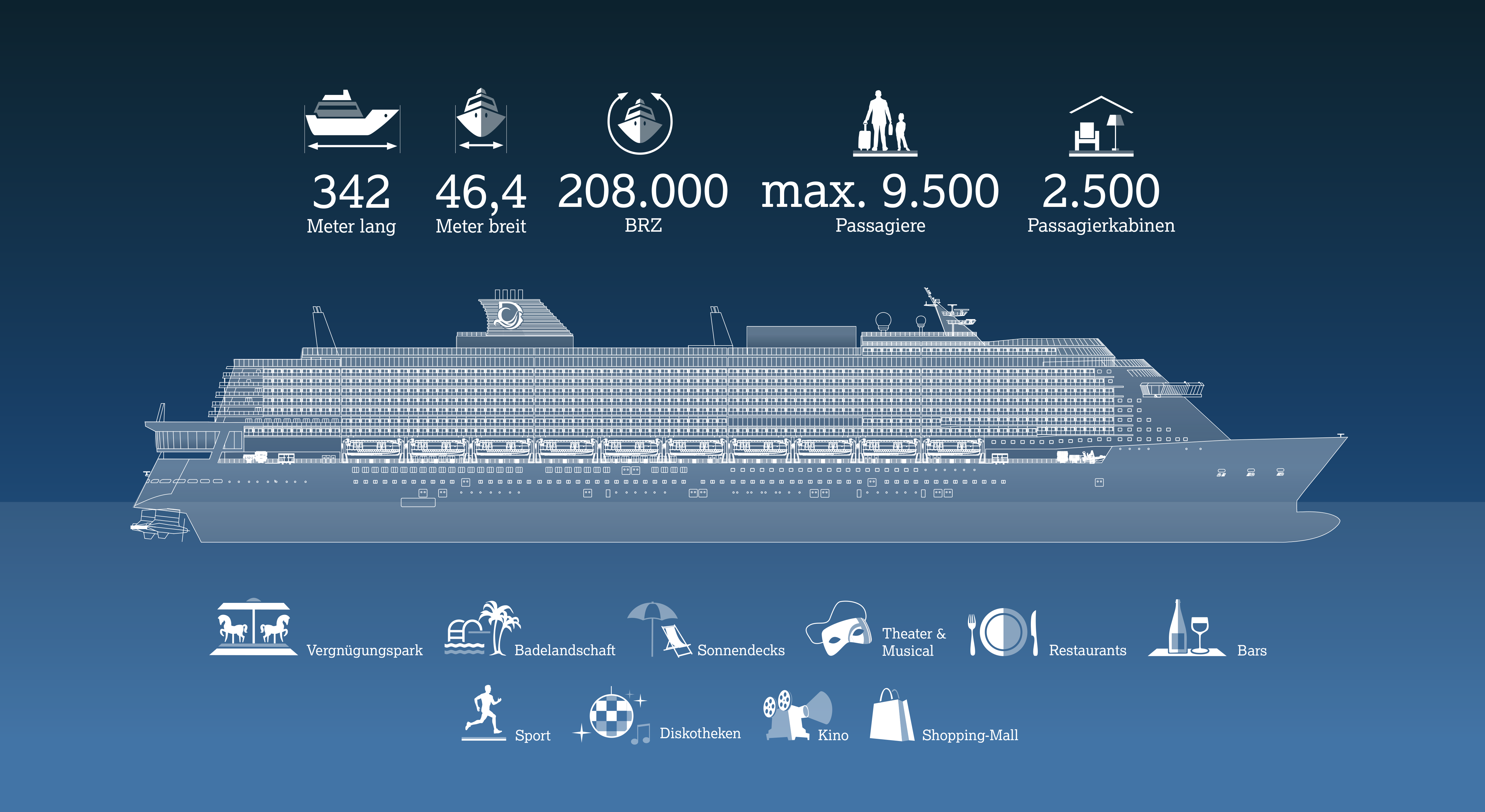
Daten zur Global-Klasse

Mit den Schiffen der Global-Klasse waren bei den MV Werften, gemessen an der Passagierzahl, die seinerzeit (Ende 2019) größten Kreuzfahrtschiffe der Welt im Bau. Die Global-Klasse bricht den Rekord bei den Kreuzfahrtschiffen nicht mit ihren äußeren Abmessungen von 342 Metern Länge und 46 Metern Breite, sondern mit ihrer Kapazität von bis zu 9500 Passagieren und 2500 Besatzungsmitgliedern. Auf den heutigen, auch in den Abmessungen, größten Kreuzfahrtschiffen der Oasis-Klasse der Reederei Royal Caribbean International, fahren inklusive Besatzung rund 9000 Menschen.
Wegen der weltweiten COVID-19-Pandemie wurde der Auslieferungstermin für die Global Dream auf 2021 verschoben. Um den Bau zu Ende zu führen, brauchten die MV Werften weitere Kredite. Deren eigene im Oktober 2020 verfügbaren Finanzmittel von 78 Millionen Euro reichten lediglich für den nächsten Bauabschnitt. Der Bau des Schwesterschiffs wurde unterbrochen und schließlich abgebrochen. Seit dem Konkurs der Werft suchte der Insolvenzverwalter einen Käufer für die Global Dream. Im November 2022 wurde die Global Dream schließlich an Disney Cruise Line verkauft und soll bis 2025 unter Federführung der Meyer Werft in Wismar fertig gebaut werden.

### Universal-Klasse
Unter dem Namen Universal-Klasse planten die MV Werften den Bau von Schiffen mit einer Vermessung von 88.000 BRZ für 2.000 Passagiere. Vorgesehen waren die Schiffe sowohl für die Kreuzfahrtmarken von Genting Hong Kong, als auch Hotelmarken, die aufgrund begrenzter Baukapazitäten bisher nicht die Möglichkeiten hatten, in die Kreuzfahrtbranche einzusteigen. Die Ablieferung war ab Ende 2022 vorgesehen.

## Standorte

### MV Werften Wismar
| Standort:       |  | Wismar (MV Werften Wismar)                 |
| Errichtet:      |  | 1946                                       |
| Werftgelände:   |  | 560.000 m²                                 |
| Schiffbauhalle: |  | 395 m × 155 m × 72 m                       |
| Baudock:        |  | 340 m × 67 m × 13,4 m (komplett überdacht) |
| Krankapazität:  |  | bis 1000 t                                 |

MV Werften Fertigmodule
MV Werften Fertigmodule GmbH, eine Tochter der MV Werften Gruppe, hatte am 2. November 2016 offiziell ihre Fabrik zur Kabinenproduktion in Wismar übernommen, die auf einer Gesamtfläche von 22.000 Quadratmetern, davon 8.700 Quadratmeter Produktions- und mehr als 4.000 Quadratmeter Lagerfläche, fertigt. Das Gesamtinvestitionsvolumen in die Kabinenfertigung beträgt 13 Millionen Euro.

### MV Werften Rostock
| Standort:       |  | Rostock-Warnemünde (MV Werften Rostock)   |
| Errichtet:      |  | 1946 (ursprünglich 1928 als Kröger-Werft) |
| Werftgelände:   |  | 685.000 m²                                |
| Schiffbauhalle: |  |                                           |
| Baudock:        |  | 320 m × 54 m × 10,7 m (80 m überdacht)    |
| Krankapazität:  |  | bis 700 t                                 |

### MV Werften Stralsund
| Standort:       |  | Stralsund (MV Werften Stralsund)                                    |
| Errichtet:      |  | 1941 als Kröger-Werft-Zweigwerk, seit 1948 als Volkswerft Stralsund |
| Werftgelände:   |  | 340.000 m²                                                          |
| Schiffbauhalle: |  | 300 m × 108 m (breit) × 74 m (hoch) (Hallentor: 34 m breit)         |
| Baudock:        |  | keines                                                              |
| Krankapazität:  |  | bis 800 t                                                           |
| Schiffslift:    |  | 275 m × 35 m                                                        |